# Cass County (album Don Henley)
Cass County  is het vijfde studioalbum van Don Henley, de drummer, zanger, componist en medeoprichter van de countryrock-band Eagles. Op dit album wordt ook gezongen door de vocalisten Miranda Lambert, Mick Jagger, Dolly Parton, Merle Haggard en Martina McBride en mee gespeeld door een groot aantal instrumentalisten.

## Achtergrond
Don Henley is het enige nog overgebleven oorspronkelijke bandlid van de Eagles, die dan nog in de band speelt. Hij zingt op veel nummers van die band, waaronder Hotel California, Whichy woman, Desperado, One of the nights en Life in the fast lane. Naast de  Eagles heeft Don Henley ook een aantal succesvolle soloalbums uitgebracht. Hij heeft negen Grammy Awards ontvangen (zes met Eagles en drie voor zijn soloalbums). Op dit album is Don Henley meer de richting van de countrymuziek ingeslagen, hoewel er ook rockmuziek  op deze plaat staat. De meeste nummers heeft hij zelf geschreven samen met Stan Lynch, die jarenlang drummer is geweest van Tom Petty & The Heartbreakers en ook heeft samengewerkt met onder meer Jackson Browne, Stevie Nicks, Warren Zevon en Toto.
Het album is genoemd naar het gebied Cass County (Texas) waar Don Henley is opgegroeid.

## Tracklist
Op het oorspronkelijke album staan twaalf tracks, later is een DeLuxe Edition verschenen met zestien tracks. Op de onderstaande tracklist staan alle zestien nummers vermeld.
| Nr. | Titel                                                                                | Duur |
| --- | ------------------------------------------------------------------------------------ | ---- |
| 1.  | Bramble rose (met Mick Jagger en Miranda Lambert) (Tim Merritt)                      | 4:30 |
| 2.  | The cost of living (met Merle Haggard) (Don Henley, Stan Lynch)                      | 3:41 |
| 3.  | No, thank you (Don Henley, Stan Lynch)                                               | 3:45 |
| 4.  | Waiting tables (Don Henley, Stan Lynch, Steuart Schmit, Timothy Smith)               | 3:48 |
| 5.  | Take a picture of this (Don Henley, Stan Lynch)                                      | 4:06 |
| 6.  | Too far gone (toegevoegd op DeLuxe Editie) (Billy Sherill)                           | 3:43 |
| 7.  | That old flame (met Martina McBride) (Don Henley, Stan Lynch)                        | 4:25 |
| 8.  | The brand new Tennessee waltz (toegevoegd op DeLuxe Editie) (Jesse Winchester)       | 3:20 |
| 9.  | Where words can break your heart (Don Henley, Stan Lynch, Steuart Schmit)            | 3:41 |
| 10. | When I stop dreaming (met Dolly Parton) (Charlie Louvin, Ira Louvin)                 | 3:05 |
| 11. | Praying for rain (Don Henley, Stan Lynch)                                            | 4:58 |
| 12. | Too much pride (toegevoegd op DeLuxe Editie) (Don Henley, Stan Lynch, Steuart Smith) | 3:48 |
| 13. | She sang hymnes out of tune (toegevoegd op DeLuxe Editie) (Jesse Lee Kincaid)        | 3:15 |
| 14. | Train in the distance (Don Henley, Stan Lynch)                                       | 4:47 |
| 15. | A younger man (Don Henley, Stan Lynch, Steuart Smith)                                | 4:22 |
| 16. | Where I am now (Don Henley, Stan Lynch)                                              | 2:35 |

## Muzikanten
- Akoestische gitaar – Bryan Sutton, JT Corenflos, Pat Buchanan, Stan Lynch, Steuart Smith, Vince Gill
- Banjo – Emily Robinson
- Basgitaar – David Piltch, Glenn Worf, Jimmy Johnson, Jimmie Lee Sloas, Mike Rhodes, Steuart Smith
- Cello – Richard Davis
- Dulcimer – David Moran
- Drumstel – Alex Hahn, Greg Morrow, Gregg Bissonette, Shannon Forrest , Will Henley
- Elektrische gitaar – Gordon Kennedy, JT Corenflos, Jerry McPherson, Pat Buchanan, Richard Bowden, Stan Lynch, Steuart Smith, Vince Gill, Chris Holt
- Gitaar Dobro – Dan Dugmore, Rob Ickes
- Harmoniezang – Alison Krauss , Angela Primm, Gale Mayes, Jamey Johnson, Lee Ann Womack, Lucinda Williams, Martie Maguire, Michelle Branch, Molly Felder, Sally Dworsky, Trisha Yearwood, Vince Gill
- Harmonium – Tony Harrell
- Keyboards – John Deaderick, Richard Davis
- koor – The Nashville Choir
- Solo zang– Dolly Parton, Don Henley, Martina McBride, Merle Haggard, Miranda Lambert, Mick Jagger
- Mandoline – Bryan Sutton, Jim Hoke, Stuart Duncan, Aaron Kelly
- Mondharmonica – Pat Buchanan
- Orgel – Mike Rojas , Richard Davis, Tony Harrell, Jeff Babko
- Steelgitaar – Dan Dugmore, Jim Hoke, Milo Deering, Russ Pahl, Jerry Douglas
- Percussie – Billy Chapin, Greg Morrow, Marco Giovino, Matt Allen, Shannon Forrest, Stan Lynch
- piano – Mike Rojas, Stan Lynch, Tony Harrell
- Saxofoon – Joe Bolero
- Trombone – Pat Gullotta
- Trompet – Steve Falkner
- Viool - Martie Maguire, Milo Deering, Stuart Duncan

Gitarist/zanger Vince Gill, die meespeelt op dit album, maakt sinds 2017 deel uit van the Eagles als vervanger van Glenn Frey die in 2016 is overleden.

## Productie
- Producer – Don Henley, Stan Lynch
- Producer (Assistent) – Scott Johnson
- Mastering – Bob Ludwig
- Mixing – Jeff Balding
- Geluidstechnici – Chris Bell, Gordon Hammond, Hank Linderman, Jeff Balding, Billy Chapin, Richard Davis, Tim Kimsey,
- Geluidstechnici (assistent) - Adam Taylor, Christopher Wilkinson, David Mikeal, Matthew Allen, Matt Coles, Mike Stankiewicz, Nathan Yarborough, Nick Kallstrom, Sean Badum, Seth Morton, Seth Myers, Tom Freitag

Het album is verschenen als cd en als dubbele lp. De discografie van dit album staat vermeld op de site van Discogs.

## Waardering
De Amerikaanse side AllMusic heeft dit album gewaardeerd met vier sterren (maximum is vijf).
Dit album heeft in diverse Amerikaanse hitlijsten gestaan (Country, Albumlijst en Folk album lijst) en in de landelijke albumhitlijst van een groot aantal landen.

### Amerikaanse albumlijsten
| lijst                  | piek |
| ---------------------- | ---- |
| US Top Country Albums  | 1    |
| US Billboard album 200 | 3    |
| US Folk albums         | 25   |

### Albumlijsten diverse landen
| land                | piek |
| ------------------- | ---- |
| Canada              | 4    |
| Nederland           | 5    |
| Schotland           | 5    |
| Verenigd Koninkrijk | 7    |
| Nieuw-Zeeland       | 7    |
| Ierland             | 14   |
| Noorwegen           | 14   |
| Zweden              | 14   |
| Zwitserland         | 20   |
| Duitsland           | 21   |
| Australië           | 23   |
| Denemarken          | 26   |
| Oostenrijk          | 34   |
| België (Vlaanderen) | 39   |
| België (Wallonië)   | 52   |
| Japan               | 56   |
| Italië              | 81   |